# V471 Возничего
V471 Возничего (лат. V471 Aurigae) — одиночная переменная звезда в созвездии Возничего на расстоянии (вычисленном из значения параллакса) приблизительно 5096 световых лет (около 1563 парсеков) от Солнца. Видимая звёздная величина звезды — от +11,8m до +11,4m.

## Характеристики
V471 Возничего — красная пульсирующая полуправильная переменная звезда типа SRB (SRB) спектрального класса M. Эффективная температура — около 3286 K.